# Cricula
Cricula — род чешуекрылых из семейства павлиноглазок и подсемейства Arsenurinae.

## Систематика
В состав рода входят:
- Cricula trifenestrata (Helfer, 1837) — от Индии до Филиппинских островов, Сулавеси и Ява
- Cricula bornea Watson, 1913 — Борнео
- Cricula elaezia Jordan, 1909 — Сандалэнд